# 墨脱凤仙花
墨脱凤仙花（学名：Impatiens medogensis）是凤仙花科凤仙花属的植物，为中国的特有植物。分布在中国大陆的西藏等地，生长于海拔3,200米的地区，多生于山坡岩石上，目前尚未由人工引种栽培。